# Sønder Kirkeby Kirke
Sønder Kirkeby Kirke ligger i landsbyen Sønder Kirkeby ca. 7 km Ø for Nykøbing Falster (Region Sjælland).

## Eksterne kilder og henvisninger
- Wikimedia Commons har flere filer relateret til Sønder Kirkeby Kirke
- Sønder Kirkeby Kirke Arkiveret 31. januar 2011 hos  Wayback Machine på nordenskirker.dk
- Sønder Kirkeby Kirke på KortTilKirken.dk
- Sønder Kirkeby Kirke på danmarkskirker.natmus.dk (Danmarks Kirker, Nationalmuseet)